# 南海水库
南海水库是中国河南省安阳市安阳县境内的一座水库，位于安阳河上，建于1981年。水库正常库容为4718万立方米，集雨面积为850平方千米，海拔为142米。